# Madrid Zoo Aquarium

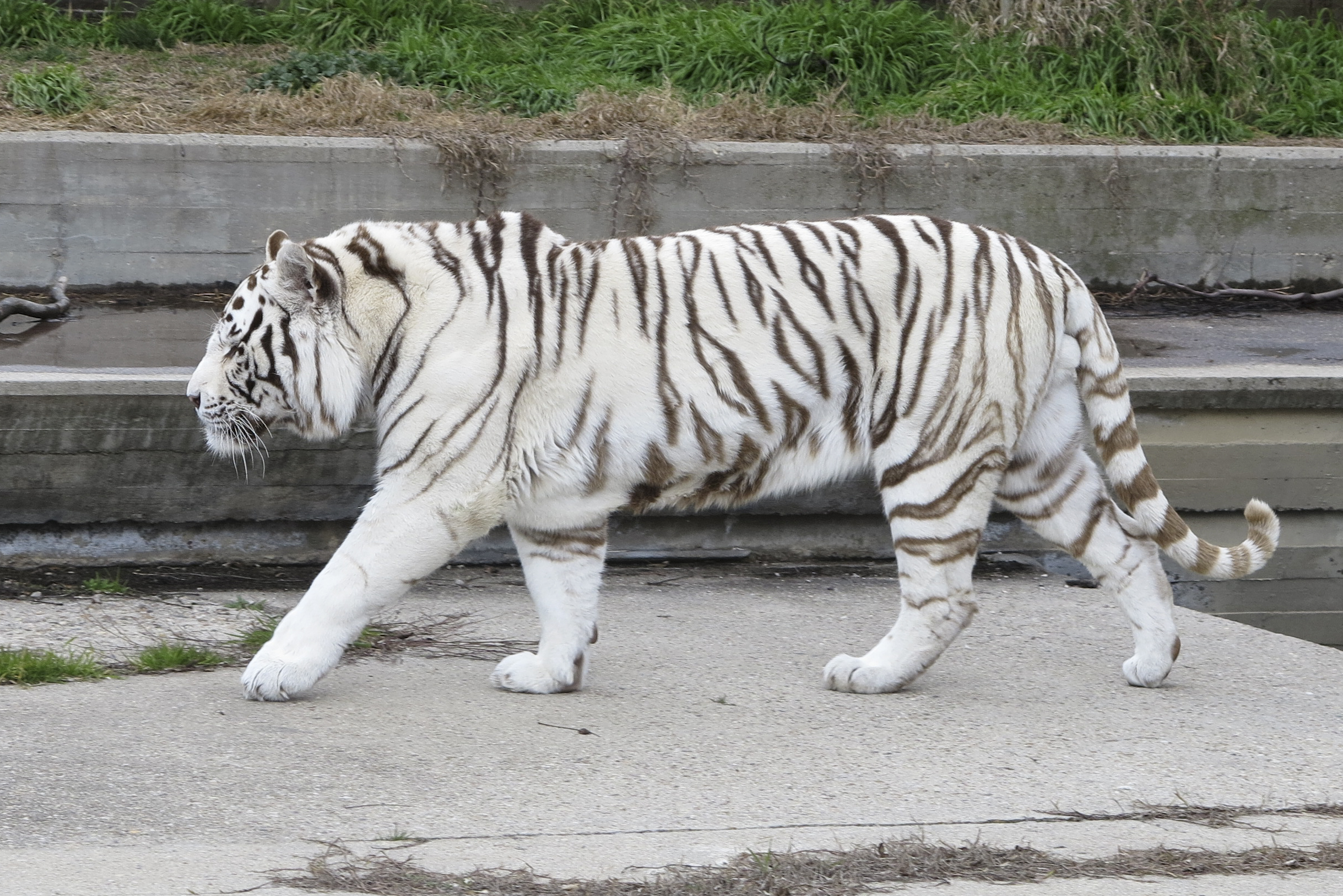
Bengalisk (vit) tiger.

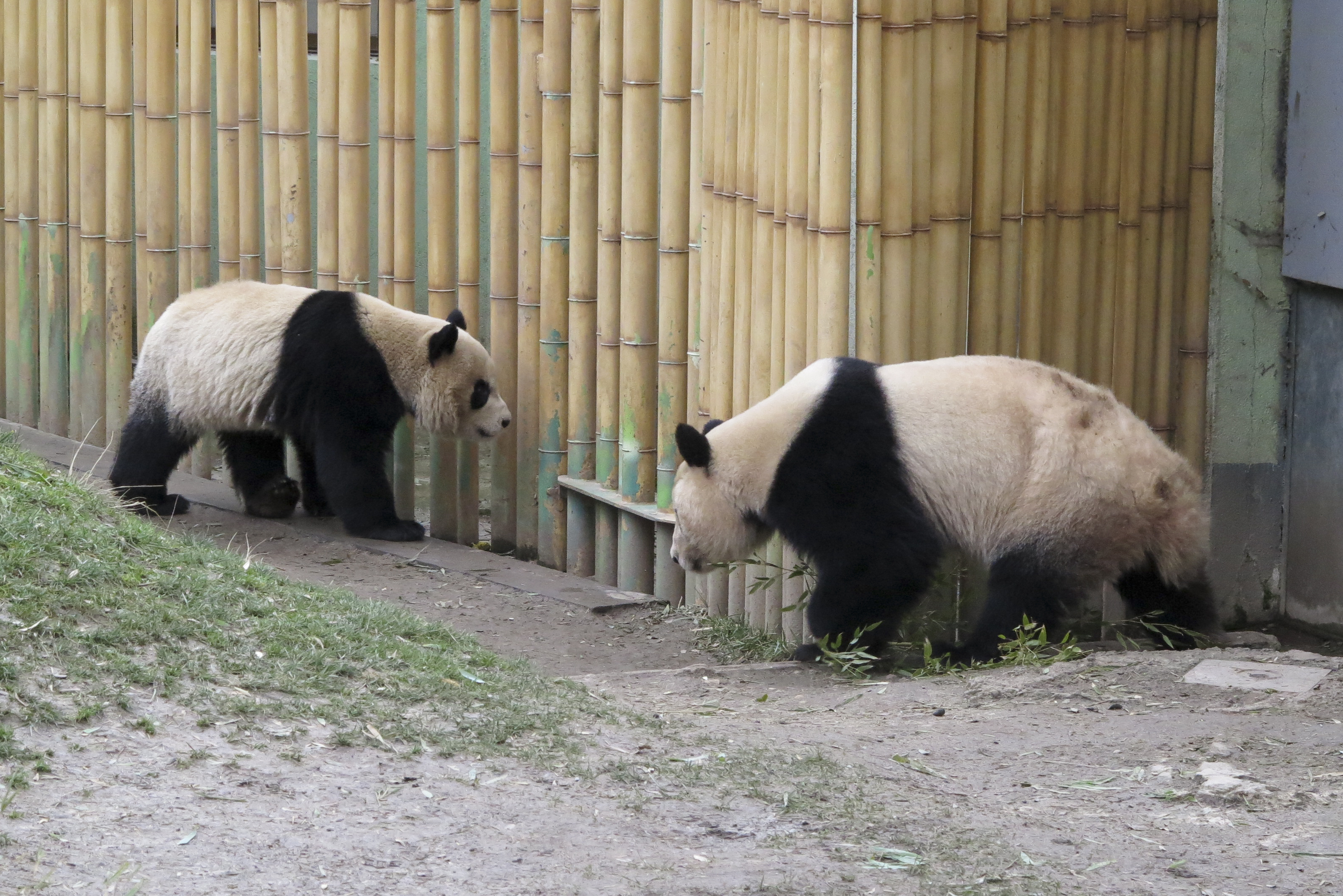
Jättepanda, tvillingarna Po och De De, födda 7 sep, 2010.

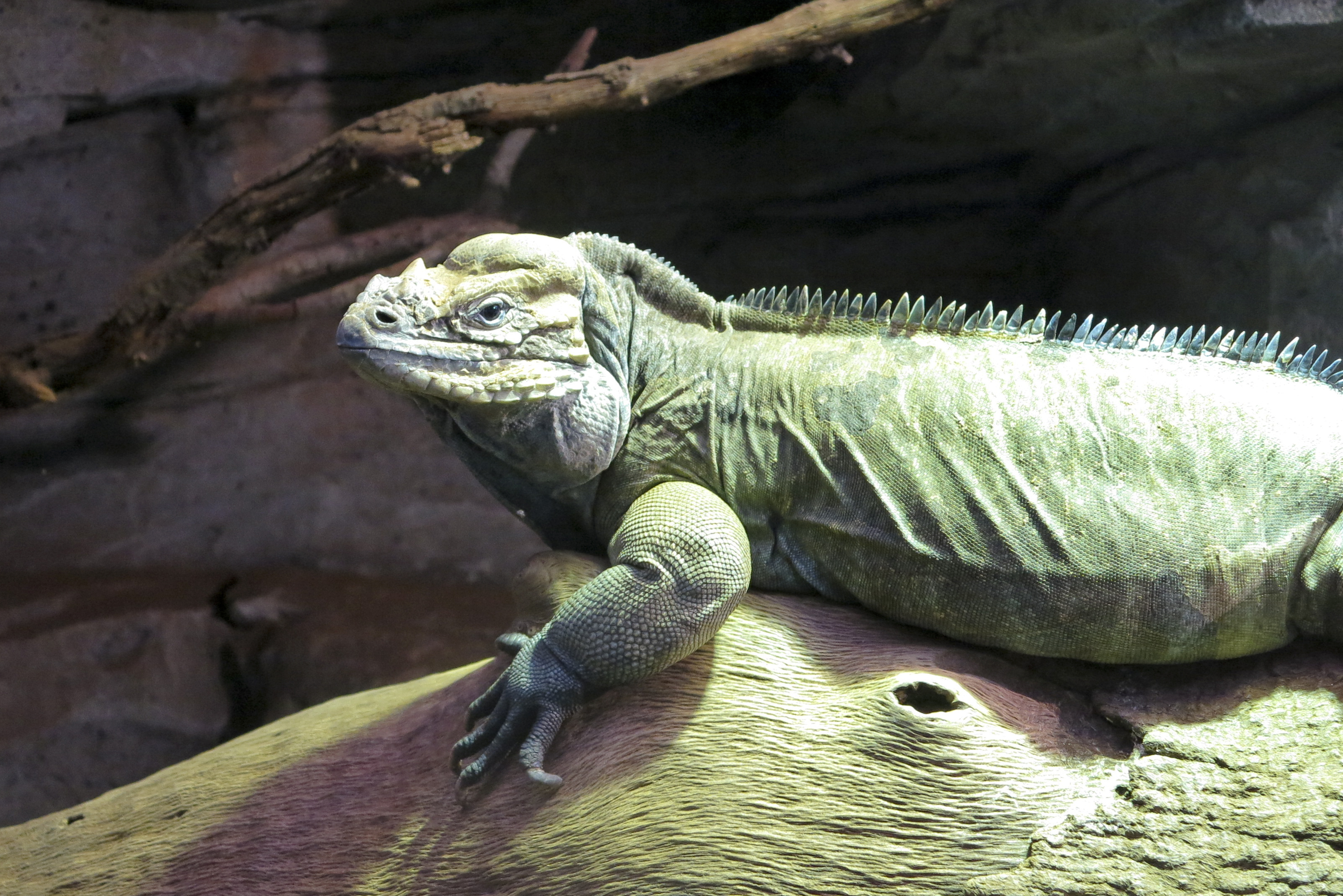
Noshornsleguan

Madrids Zoo Aquarium är ett zoo och akvarium beläget i Casa de Campo i Madrid, Spanien. Anläggningen ägs av staden, men drivs av den internationella firman Parques Reunidos. Djurparken öppnades 1770  och är en av de största djurparkerna i Spanien och en av de få zoo i världen som har jättepandor.
Parken är medlem i European Association of Zoos and Aquaria (EAZA) och World Association of Zoos and Aquariums (WAZA).

## Historia
Madrids zoologiska trädgård öppnades 1770 som "Casa de Fieras" i Retiroparken, för att visa upp djur från de amerikanska kolonierna. Madrids nya Zoo Aquarium' anlades 1972 och är beläget i Casa de Campo.
Anläggningen inkluderar zoo, barnzoo, ett akvarium, ett delfinarium och en voljär. Det finns också flera restauranger, en båttur och en tågrundtur.

## Djur
Djurparken har mer än 6000 djur av 500 olika arter.

### Pandas
1978 gav Kina två jättepandor, Shao Shao och Quian Quiang, till spanske kungen. . Deras unge, Chu-lin, som föddes 1982 dog 1996. Chu-lin var den första panda som fötts i fångenskap efter artificiell insemination i Europa
Madrids Zoo är nu hem för jättepandorna Bing Xing (M) och Hua Zui Ba (F), som kom till Madrid den 8 september 2007. Två tvillingungar, Po och De De, föddes den 7 september 2010. Ungarna föddes efter artificiell insemination.

### Koalor
Det finns en liten grupp koalor. Dessa djur hålls i kontrollerad temperatur och matas med eukalyptusblad som hämtas från Huelva.

### Primater
Parken har en stor samling primater, däribland västlig låglandsgorilla, schimpans, mandrill, östlig svartvit guereza, orangutang och flera arter av lemurer.

### Delfinarium
Delfinariet byggdes 1987 och har nio flasknosdelfiner (7 honor och 2 hannar).
Den här artikeln är helt eller delvis baserad på material från engelskspråkiga Wikipedia, Zoo Aquarium de Madrid, 28 januari 2013.